# Ommata azadi
Ommata azadi là một loài bọ cánh cứng trong họ Cerambycidae.